# Olha Huzenko
Olha Huzenko, född den 17 juli 1956 i Pohreby i Ukrainska SSR, Sovjetunionen, är en sovjetisk roddare.
Hon tog OS-silver i åtta med styrman i samband med de olympiska roddtävlingarna 1976 i Montréal.